# Щасливе (Мукачівський район)
Щасли́ве (до 1946 року — Серенчівці, русин: Серенчово) — село в Україні, в Мукачівському районі Закарпатської області. Входить до складу Івановецької сільської громади.

## Історія
У 1946 році указом Президії Верховної Ради УРСР село Серенчівці перейменовано на Щасливе.

## Релігія
Храм св. арх. Михайла. XVII ст.
Найдавніша згадка про церкву св. Михайла з двома дзвонами належить до 1733 р. Можливо, це була церква, що стояла на Чертежиках.
Довголітній місцевий церківник Іван Симчина (1912 р. н.) впевнено твердить, що церкву перевезли в Щасливе з Ґоронди. У Ґоронді дерев'яну церкву згадують у 1682 p., а наступну там збудували в 1769 р. Отже, приблизно тоді стару могли перенести в Щасливе і походила вона принаймні з середини 17 ст. Про давність споруди і про її перенесення свідчать колоди зрубу, нині сховані за фанерною обшивкою, а також врубки та отвори від попередньої конструкції.
Важко розмірковувати про первісний вигляд церкви, її могли дещо переробити після перенесення. У наві і вівтарі стелі мають форму заломів, завершених плоскими прямокутниками. Довкола бабинця і нави — відкрита галерея на стовпчиках. Усе це характерні ознаки закарпатських лемківських церков, і церкву в Щасливому можна зарахувати саме до цього стилю, як дуже простий і архаїчний його варіант.
Спочатку церкву вкрили яловою дранкою. І. Симчина двічі перекривав її шинґлами, а втретє вкрив бляхою в кінці 1960-х років. Він також сам приніс із лісу дубові стовпчики, щоб замінити попсовані старі, які були цікаво профільовані. До наших днів сталося багато змін: стіни вище опасання поштукатурено, відкриту галерею перетворено на засклену веранду, інтер'єр обшито картонною плитою. Дерев'яна одноярусна каркасна дзвіниця біля церкви оббита зображенням досередини іконами апостольського ряду старого іконостаса. Ще недавно виднілися окремі частини старого малювання.
На одній з дощок зберігся напис: «СИИ АПОСТОЛИ РОБИЛ РАБ БОЖИЙ ИРІИ ПОПОВИ[Ч] МАКОВСКІЙ…РЬ РИБОТИЦЬКИЙ» на верхній поперечній планці та «РОК Б АΨЛΘ (1739)» на нижній планці. Ці апостоли могли бути намальовані ще в Ґоронді і перевезені в Щасливе разом із церквою.
Згадують, що в церкві була книга із записами про історію села і церкви. Книгу забрав перший секретар компартії з Мукачева, і більше її не бачили.

## Присілки
Гіуз
Гіуз — колишнє село в Україні, в Закарпатській області.
Обєднане з селом Щасливе
Згадки:1599: Hiúzfalva, 1600: Hiuzfalva

## Туристичні місця
- Храм св. арх. Михайла. XVII ст.
- лікувальне джерело
- 14 винних підвалів

## Населення
Згідно з переписом УРСР 1989 року чисельність наявного населення села становила 363 особи, з яких 181 чоловік та 182 жінки.
За переписом населення України 2001 року в селі мешкало 312 осіб. 100 % населення вказало своєю рідною мовою українську мову.